# Бонфин (Рорайма)

Бонфин на карте штата.

Бонфин (порт. Bonfim) — муниципалитет в Бразилии, входит в штат Рорайма. Составная часть мезорегиона Север штата Рорайма. Входит в экономико-статистический микрорегион Нордести-ди-Рорайма. Население составляет 10 943 человека на 2010 год. Занимает площадь 8 095,421 км². Плотность населения — 1,35 чел./км².

## История
Город основан в 1982 году.

## Границы
Муниципалитет граничит:
- на севере —  муниципалитет Нормандия
- на востоке —  Гайана (город Летем)
- на юге —  муниципалитет Каракараи
- на западе —  муниципалитеты Боа-Виста,Канта

## Демография
Согласно сведениям, собранным в ходе переписи 2010 г. Национальным институтом географии и статистики (IBGE), население муниципалитета составляет:
| Полное население                               | Полное население                               | Полное население                               | Полное население                               | 10 943 |
| ---------------------------------------------- | ---------------------------------------------- | ---------------------------------------------- | ---------------------------------------------- | ------ |
| в том числе:                                   | Городское население                            | 3 711                                          | Процент городского населения, %                | 33,91  |
|                                                | Сельское население                             | 7 232                                          | Процент сельского населения, %                 | 66,09  |
|                                                | Мужское население                              | 5 879                                          | Процент мужского населения, %                  | 53,72  |
|                                                | Женское население                              | 5 064                                          | Процент женского населения, %                  | 46,28  |
| Плотность населения, чел/км²                   | Плотность населения, чел/км²                   | Плотность населения, чел/км²                   | Плотность населения, чел/км²                   | 1,35   |
| Население муниципалитета в % к населению штата | Население муниципалитета в % к населению штата | Население муниципалитета в % к населению штата | Население муниципалитета в % к населению штата | 2,43   |

По данным оценки 2015 года население муниципалитета составляет 11 739 жителей.

## Важнейшие населенные пункты
| № | Населённый пункт | Населённый пункт (порт.) | Категория         | Население чел. (2010) (место среди н.п. штата) | На карте                       |
| - | ---------------- | ------------------------ | ----------------- | ---------------------------------------------- | ------------------------------ |
| 1 | Бонфин           | Bonfim                   | город             | 3 711 (10)                                     | 3°21′42″ с. ш. 59°50′09″ з. д. |
| 2 | Жакамин          | Jacamim                  | индейская деревня | 672 (26)                                       | 2°10′36″ с. ш. 59°47′03″ з. д. |
| 3 | Маноа            | Manoá                    | индейская деревня | 623 (30)                                       | 2°59′48″ с. ш. 60°06′15″ з. д. |
| 4 | Вилена           | Vilena                   | поселок           | 516 (39)                                       | 2°11′35″ с. ш. 60°04′00″ з. д. |
| 5 | Москоу           | Moskow                   | индейская деревня | 515 (40)                                       | 2°45′17″ с. ш. 60°11′13″ з. д. |
| 6 | Сан-Франсиску    | São Francisco            | поселок           | 454 (43)                                       | 2°48′51″ с. ш. 60°08′20″ з. д. |
| 7 | Марупа           | Marupá                   | индейская деревня | 363 (48)                                       | 2°07′45″ с. ш. 59°49′31″ з. д. |
| 8 | Нова-Эсперанса   | Nova Esperança           | поселок           | 251 (62)                                       | 2°56′20″ с. ш. 60°17′48″ з. д. |
| 9 | Нову-Параису     | Novo Paraíso             | индейская деревня | 146 (87)                                       | 2°51′10″ с. ш. 60°08′40″ з. д. |

## Статистика
- Валовой внутренний продукт на 2004 составляет 43.706.000,00 реалов (данные: Бразильский институт географии и статистики).
- Валовой внутренний продукт на душу населения на 2004 составляет 3.594,00 реалов (данные: Бразильский институт географии и статистики).
- Индекс развития человеческого потенциала на 2000 составляет 0,654 (данные: Программа развития ООН).